# Cornelius Kersten
Cornelius Kersten (Haarlem, 19 juli 1994) is een Britse langebaanschaatser, uitkomend namens Novus. Tot en met de Olympische Spelen van 2022 voor Team Worldstream-Corendon.
Kersten groeide op in Heemstede en schaatste in zijn jeugd op de ijsbaan in Haarlem. Toch wist hij ondanks enkele goede prestaties zich geen plek bij Jong Oranje te verwerven. Sinds 1 juli 2014 komt Kersten uit namens Groot-Brittannië. Daarvoor kwam hij uit voor Nederland, waar hij op 9 november 2012 debuteerde tijdens het NK Afstanden 2013 op de 500 meter.
Op 4 januari 2022 werd hij gekozen in het langebaanschaatsteam van Groot-Brittannië voor de Olympische Spelen van Beijing, dertig jaar na de laatste deelname van een Britse schaatser.
Met ingang van seizoen 2022/2023 maakt Kersten de overstap naar de internationale schaatsploeg Novus samen met landgenoot Ellia Smeding. Hoogtepunt was het winnen van brons op de 1000 meter tijdens de WK afstanden in Thialf achter Jordan Stolz en Thomas Krol.

## Persoonlijk
Kersten heeft een Britse moeder en een relatie met de Brits-Nederlandse schaatsster Ellia Smeding.

## Persoonlijke records
| Afstand    | Tijd    | Datum            | Baan           |
| ---------- | ------- | ---------------- | -------------- |
| 500 meter  | 34,82   | 3 december 2021  | Salt Lake City |
| 1000 meter | 1.07,33 | 12 december 2021 | Calgary        |
| 1500 meter | 1.44,29 | 11 december 2021 | Calgary        |
| 3000 meter | 3.52,35 | 22 december 2017 | Calgary        |
| 5000 meter | 7.14,86 | 11 maart 2014    | Heerenveen     |

(laatst bijgewerkt: 1 januari 2025)

## Resultaten
| Jaar | NK Afstanden | EK Sprint                | WK Sprint                | WK Afstanden        | Olympische Spelen           |
| ---- | ------------ | ------------------------ | ------------------------ | ------------------- | --------------------------- |
| 2013 | 23e 500m     |                          |                          |                     |                             |
|      |              |                          |                          |                     |                             |
| 2018 |              |                          | 20e (23e, 20e, 21e, 20e) |                     |                             |
| 2019 |              | NS4 (18e, 18e, 19e, NS)  |                          |                     |                             |
|      |              |                          |                          |                     |                             |
| 2021 |              |                          |                          | 11e 1000m 18e 1500m |                             |
| 2022 |              |                          |                          |                     | 25e 500m 9e 1000m 19e 1500m |
| 2023 |              | 15e (14e, 11e, 15e, 16e) |                          | 1000m               |                             |

(#, #, #, #) = afstandspositie op sprinttoernooi (500m, 1000m, 500m, 1000m).
NS=niet gestart op een bepaalde afstand